# Matteo Negri
Matteo Negri (Palermo, 21 giugno 1818 – Scauri, 29 ottobre 1860) è stato un militare italiano, generale di brigata dell'Esercito delle Due Sicilie.

## Biografia
Figlio primogenito del capitano Michele Negri, barone di Paternò, e di Maria Antonia Termini dei duchi di Vaticani, abbracciò giovanissimo la carriera delle armi, entrando appena quattordicenne alla Reale Accademia Militare della Nunziatella di Napoli il 1º ottobre 1832. Al completamento del percorso formativo, il 1º marzo 1839 fu nominato Alfiere di artiglieria.
Studioso di notevole livello, oltre che al servizio, si dedicò alla redazione di volumi specialistici sull'uso dell'artiglieria, pubblicando inoltre diversi studi sulle proprietà delle armi a canna rigata. Tali capacità gli consentirono di percorrere una rapida carriera all'interno dell'Esercito delle Due Sicilie, conseguendo la nomina a tenente colonnello l'8 agosto 1860, a soli quarantadue anni. Frattanto, la spedizione dei Mille e la successiva invasione da nord dell'Armata Sarda avevano posto il Regno in stato di guerra, e il 7 settembre Negri accorse presso la fortezza di Capua, per mettersi a disposizione del re Francesco II delle Due Sicilie.
Notato dal Capo di Stato Maggiore dell'Esercito, il generale Giosuè Ritucci, fu chiamato a prestare servizio alle sue dipendenze, con l'incarico di Sottocapo di Stato Maggiore. Il 19 settembre, la fortezza di Capua fu attaccata dalle truppe nemiche, e Negri, postosi al comando dell'artiglieria, diede prova di grande valore e perizia. Ricordandone l'azione, il collega Ludovico Quandel scrisse di lui:
(Ludovico Quandel)
L'arrivo da nord dell'Armata Sarda mise la fortezza di Capua in condizione di non poter resistere, e le forze napolitane furono riorganizzate in modo da trasferirsi dalla linea del Volturno a quella del Garigliano. Negri, che era stato intento promosso prima colonnello, e poi generale di brigata, fu protagonista di tale movimento, coordinando lo spostamento di circa 19.000 uomini.
La linea del Garigliano fu presto attaccata dalle truppe del generale Cialdini, il quale tentò di effettuare un'azione a sorpresa per passare il fiume sul ponte del Garigliano, nella quale utilizzò un piccolo nucleo di truppe di movimento (due reggimenti di lancieri, uno di dragoni e quattro battaglioni di bersaglieri), appoggiate da alcuni pezzi di artiglieria. Tale azione fu controbattuta dalle truppe borboniche, ed in particolare dal 2°, 3°, 4° e 14° Cacciatori, dal 3º Reggimento Fanteria di Linea e da più di trenta cannoni, con l'appoggio di nuclei di altri reparti minori. Negri, che aveva il comando dell'artiglieria, fu ferito prima ad un piede e poi all'addome durante il combattimento, ma rifiutò di lasciare il suo posto per farsi soccorrere. Il suo esempio e sacrificio animarono i difensori del ponte, i quali riuscirono a tenere sotto scacco le forze avversarie, fino a consentire il passaggio di tutta l'Armata napolitana al di là del fiume.
Non più in condizione di combattere, Negri fu soccorso e condotto in una casa di Scauri. Circondato da Ludovico Quandel, dal principe Alfonso di Borbone, conte di Caserta, e dal capitano Raffaele D'Agostino, nonostante i tentativi di cura, l'ufficiale spirò poco dopo.
Commentò Benedetto Croce nella Storia del Regno di Napoli:
(Benedetto Croce, Storia del Regno di Napoli, Milano, Adelphi, 1992, p. 331, ISBN 88-459-0949-2.)
Appresa la notizia della morte, il re Francesco II dispose che a Negri fossero riservati onori speciali, e che il suo corpo fosse inumato nel Duomo di Gaeta. Scrisse in particolare al generale Francesco Salzano:
(Francesco II delle Due Sicilie, 1860)